# San Vero Milis
San Vero Milis (sardisk: Santu 'èru, Santèru) er en by og en kommune (comune) i provinsen Oristano i regionen Sardinien i Italien. Byen ligger i 10 meters højde og har 2.504 indbyggere (2016). Kommunen har et areal på 72,48 km² og grænser til kommunerne Baratili San Pietro, Milis, Narbolia, Riola Sardo, Tramatza og Zeddiani.